# Cante Jondo
Pour l’article homonyme, voir Cante jondo.
Cante Jondo est un cycle de mélodies accompagnée de la compositrice française Michèle Reverdy, écrite entre 1974 et 1980.

## Contexte et création
Michèle Reverdi compose cette mélodie pour soprano, flûte en sol, cor anglais, clarinette-basse, trois percussions et piano en 1974, alors qu'elle est étudiante dans la classe d'Olivier Messiaen au Conservatoire national supérieur de musique et de danse de Paris. La première version est sur une traduction française de poèmes de Federico García Lorca. En 1979, elle obtient la bourse de la Casa de Velázquez, grâce à laquelle elle vit deux ans à Malaga. Elle étudie alors l'espagnol et révise sa pièce pour l'adapter aux poèmes originaux du poète. Le cycle mélodique s'inspire du cante jondo. L'œuvre est créée le 25 mai 1981 au Musée d'Art Moderne de Madrid par Eva Carreňo Fernandez et El Grupo Koan sous la direction de José Ramon Encinar. 

## Structure
Le cycle comprend trois mélodies :
1. El Grito
2. Puñal
3. Ay !